# Álvaro Hernández
Álvaro Hernández Uribe (Medellín, Colombia; 22 de marzo de 1973). Actualmente dirige a Jaguares de Córdoba de la Categoría Primera B del fútbol colombiano.

## Plano personal
Hernández es egresado del Politécnico Jaime Isaza Cadavid, en el programa de Profesional en Deportes.

## Trayectoria
Sus primeras experiencias en el fútbol fueron dirigiendo a las selecciones infantiles y juveniles de Antioquía, en 2008 llegá al Deportivo Rionegro dirigiendo al equipo sub-20, más adelante, es asistente en el equipo profesional con el entrenador Winston Cifuentes.
El día 6 de junio de 2019 es presentado como nuevo técnico del Itagüí Leones, siendo esta su segunda etapa en el club y tras haber dirigido al Cortuluá. Estaría en el cargo hasta el 13 de agosto de 2023.

## Clubes

### Como formador
| País     | Club                                      | Temporada   |
| -------- | ----------------------------------------- | ----------- |
| Colombia | Selección de fútbol de Antioquia          | ¿?          |
| Colombia | Divisiones menores del Deportivo Rionegro | 2008 - 2010 |

### Como asistente técnico
| País     | Club               | Temporada   | AT de:            |
| -------- | ------------------ | ----------- | ----------------- |
| Colombia | Deportivo Rionegro | 2010 - 2011 | Winston Cifuentes |

### Como entrenador
| Club                           | Periodo                 | Periodo                  |
| Club                           | Desde                   | Hasta                    |
| ------------------------------ | ----------------------- | ------------------------ |
| Deportivo Rionegro · Colombia  | 5 de agosto de 2011     | 31 de diciembre de 2014  |
| Itagüí Leones · Colombia       | 1 de enero de 2015      | 30 de noviembre de 2015  |
| Cortuluá · Colombia            | 8 de diciembre de 2017  | 5 de marzo de 2019       |
| Itagüí Leones · Colombia       | 6 de junio de 2019      | 13 de agosto de 2023     |
| Unión Magdalena · Colombia     | 17 de diciembre de 2023 | 17 de junio de 2024      |
| Cúcuta Deportivo · Colombia    | 23 de junio de 2024     | 15 de septiembre de 2024 |
| Jaguares de Córdoba · Colombia | 26 de noviembre de 2024 | Presente                 |

## Estadísticas como entrenador
| Deportivo Rionegro · Colombia  | 2ª                  | F-2011              | 22  | 10  | 6   | 6   | 4  | 1  | 0  | 3  | - | - | - | - | 26  | 11  | 6   | 9   | 50%    |
| Deportivo Rionegro · Colombia  | 2ª                  | 2012                | 50  | 23  | 12  | 15  | 10 | 2  | 3  | 5  | - | - | - | - | 60  | 25  | 15  | 20  | 50%    |
| Deportivo Rionegro · Colombia  | 2ª                  | 2013                | 50  | 23  | 13  | 14  | 10 | 3  | 5  | 2  | - | - | - | - | 60  | 26  | 18  | 16  | 53.33% |
| Deportivo Rionegro · Colombia  | 2ª                  | 2014                | 46  | 23  | 9   | 14  | 10 | 0  | 4  | 6  | - | - | - | - | 56  | 23  | 13  | 20  | 48.81% |
| Deportivo Rionegro · Colombia  | Total               | Total               | 168 | 79  | 40  | 49  | 34 | 6  | 12 | 16 | 0 | 0 | 0 | 0 | 202 | 85  | 52  | 65  | 50.66% |
| Itagüí Leones · Colombia       | 2ª                  | 2015                | 38  | 16  | 6   | 16  | 6  | 1  | 3  | 2  | - | - | - | - | 44  | 17  | 9   | 18  | 45.46% |
| Cortuluá · Colombia            | 2ª                  | 2018                | 36  | 14  | 11  | 11  | 6  | 2  | 2  | 2  | - | - | - | - | 42  | 16  | 13  | 13  | 48.42% |
| Cortuluá · Colombia            | 2ª                  | A-2019              | 8   | 4   | 2   | 2   | 1  | 0  | 0  | 1  | - | - | - | - | 9   | 4   | 2   | 3   | 51.85% |
| Cortuluá · Colombia            | Total               | Total               | 44  | 18  | 13  | 13  | 7  | 2  | 2  | 3  | 0 | 0 | 0 | 0 | 51  | 20  | 15  | 16  | 49.22% |
| Itagüí Leones · Colombia       | 2ª                  | F-2019              | 15  | 4   | 9   | 2   | -  | -  | -  | -  | - | - | - | - | 15  | 4   | 9   | 2   | 46.67% |
| Itagüí Leones · Colombia       | 2ª                  | 2020                | 23  | 7   | 9   | 7   | 6  | 1  | 3  | 2  | - | - | - | - | 29  | 8   | 12  | 9   | 41.38% |
| Itagüí Leones · Colombia       | 2ª                  | 2021                | 41  | 19  | 12  | 10  | 4  | 1  | 1  | 2  | - | - | - | - | 45  | 20  | 13  | 12  | 54.07% |
| Itagüí Leones · Colombia       | 2ª                  | 2022                | 36  | 13  | 17  | 6   | 2  | 0  | 1  | 1  | - | - | - | - | 38  | 13  | 18  | 7   | 50%    |
| Itagüí Leones · Colombia       | 2ª                  | 2023                | 20  | 4   | 8   | 8   | 2  | 0  | 1  | 1  | - | - | - | - | 22  | 4   | 9   | 9   | 31.82% |
| Itagüí Leones · Colombia       | Total               | Total               | 173 | 63  | 61  | 49  | 20 | 3  | 9  | 8  | 0 | 0 | 0 | 0 | 193 | 66  | 70  | 57  | 46.29% |
| Unión Magdalena · Colombia     | 2ª                  | A-2024              | 22  | 10  | 8   | 4   | 2  | 1  | 0  | 1  | - | - | - | - | 24  | 11  | 8   | 5   | 56.94% |
| Unión Magdalena · Colombia     | Total               | Total               | 22  | 10  | 8   | 4   | 2  | 1  | 0  | 1  | 0 | 0 | 0 | 0 | 24  | 11  | 8   | 5   | 56.94% |
| Cúcuta Deportivo · Colombia    | 2ª                  | F-2024              | 9   | 3   | 1   | 5   | -  | -  | -  | -  | - | - | - | - | 9   | 3   | 1   | 5   | 37.03% |
| Cúcuta Deportivo · Colombia    | Total               | Total               | 9   | 3   | 1   | 5   | 0  | 0  | 0  | 0  | 0 | 0 | 0 | 0 | 9   | 3   | 1   | 5   | 37.03% |
| Jaguares de Córdoba · Colombia | 2ª                  | 2025                | 0   | 0   | 0   | 0   | -  | -  | -  | -  | - | - | - | - | 0   | 0   | 0   | 0   |        |
| Jaguares de Córdoba · Colombia | Total               | Total               | 0   | 0   | 0   | 0   | 0  | 0  | 0  | 0  | 0 | 0 | 0 | 0 | 0   | 0   | 0   | 0   | 37.03% |
| Total en su carrera            | Total en su carrera | Total en su carrera | 407 | 170 | 122 | 115 | 63 | 12 | 23 | 28 | 0 | 0 | 0 | 0 | 470 | 172 | 145 | 143 | 46.88% |
| 1. 2.                          |                     |                     |     |     |     |     |    |    |    |    |   |   |   |   |     |     |     |     |        |